# ویکتور لناک
ویکتور لناک (کرواتی: Viktor Lenac) شرکت کشتی‌سازی کروات است، که در سال ۱۸۹۶ تأسیس شد.